# Adrien Trebel
Adrien Trebel (* 3. März 1991 in Dreux) ist ein französischer Fußballspieler, der beim belgischen Erstdivisionär Sporting Charleroi unter Vertrag steht. Der Mittelfeldspieler ist ehemaliger U20-Nationalspieler.

## Karriere

### Verein
Adrien Trebel entstammt der Jugend des FC Nantes und debütierte für diesen am 10. Februar 2011 (23. Spieltag) gegen den OC Vannes, als er in der 72. Spielminute für Ismaël Keita eingewechselt wurde. Anschließend kam er in allen 15 verbleibenden Ligaspielen der Saison 2010/11 zum Einsatz. In der darauffolgenden Spielzeit 2011/12 galt er bereits als wichtige Stammkraft des Zweitligisten. Am 14. Oktober 2011 (11. Spieltag) traf er beim 3:1-Heimsieg gegen den FC Istres erstmals im Herrenfußball. Insgesamt bestritt er in dieser Saison in 34 Ligaspiele, in denen er ein Tor und vier Vorlagen sammelte. In der folgenden Spielzeit 2012/13 verlor er seinen Stammplatz, kam aber dennoch in 31 Ligaspielen zum Einsatz und stieg mit den Canaris in die höchste französische Spielklasse auf. In der Ligue 1 kam er nur sporadisch zum Einsatz und wurde ab Februar 2014 überhaupt nicht mehr berücksichtigt. Er absolvierte in dieser Saison 2013/14 nur 12 Ligaspiele, in denen er ohne Torbeteiligung blieb.
Am 1. Juli 2014 wechselte er ablösefrei zum belgischen Pro-League-Verein Standard Lüttich. Bei den Rouches konnte er sich sofort als Stammspieler im zentralen Mittelfeld etablieren und kam in seiner ersten Saison 2014/15 auf 31 Ligaeinsätze, in denen ihm zwei Tore und fünf Vorlagen gelangen. In der Saison 2015/16 bestritt er 28 Ligaspiele, in denen er ein Tor erzielte und gewann er mit Lüttich den belgischen Pokal. Bereits im Januar 2016 hatte Trebel die Kapitänsbinde übernommen, welche er auch in der Saison 2016/17 behielt.
Nach zweieinhalb Jahren im Trikot der Lütticher verweigerte Trebel im Januar 2017 die Teilnahme am Trainingslager, weil sein Verein ein Transferangebot von Ligakonkurrenten KAA Gent abgelehnt hatte. Sein Verhalten sorgte für eine sehr große Medienaufmerksamkeit in Belgien, da er zu diesem Zeitpunkt als einer der besten Spieler eines der größten Vereine des Landes galt. Schließlich bekam Trebel am 15. Januar 2017 die Freigabe für einen Transfer, wechselte jedoch nicht nach Gent, sondern zum Rekordmeister RSC Anderlecht. Für seinen neuen Verein debütierte er eine Woche später (22. Spieltag) beim 3:1-Heimsieg gegen die VV St. Truiden, als er in der 84. Spielminute für Alexandru Chipciu eingewechselt wurde. Bei Anderlecht eroberte er rasch einen Stammplatz und gewann mit dem Verein die belgische Meisterschaft. Trebel bestritt in der Saison 2016/17 insgesamt 37 Ligaspiele, in denen er zwei Tore erzielte und fünf weitere Treffer vorbereitete. Im Spiel um den belgischen Supercup schoss er seine Mannschaft zum 2:1-Sieg gegen den SV Zulte-Waregem. Am 26. November 2017 (16. Spieltag) erzielte er beim 4:0-Heimsieg gegen die KV Kortrijk sein erstes Ligator für die Paars-wit. Er absolvierte in dieser Spielzeit 2017/18 33 Ligaspiele, in denen ihm zwei Tore und sechs Assists gelangen. Am 29. August 2018 verlängerte Trebel sein Arbeitspapier bis zum Sommer 2023. In der folgenden Saison 2018/19 übernahm er die Kapitänsbinde, verpasste aber aufgrund von Verletzungsproblemen einen großen Teil der regulären Spielzeit. Deshalb bestritt er nur 25 Ligaspiele, in denen er aber effiziente sieben Torbeteiligungen sammelte. Das Verletzungspech verfolgte ihn auch in der Spielzeit 2019/20, in der er niemals richtig fit wurde und nur zu vier Ligaeinsätze kam.
Auch in der Saison 2020/21 kam er nur zu 18 von 40 möglichen Ligaspielen, in denen er zwei Tore schoss, sowie zwei Pokalspielen mit einem Treffer, nachdem er von Ende September 2020 bis Mitte Januar 2021 wegen einer Knie-Operation verletzt ausfiel. In der Saison 2021/22 hatte er in keinem Wettbewerb einen Einsatz. Ende Januar 2022 wurde er für den Rest der Saison an den Schweizer Verein FC Lausanne-Sport ausgeliehen. Trebel bestritt für Lausanne 15 von 17 möglichen Ligaspielen, in denen er ein Tor schoss. Nachdem die Ausleihe nicht verlängert wurde, gehört er in der Saison 2022/23 wieder zum Kader des RSC Anderlecht. In dieser Saison bestritt er 11 von 34 möglichen Ligaspiele für Anderlecht, zwei Pokalspiele und drei Spiele in der Qualifikation zur Conference League. Zum Ende der Saison endete sein Vertrag bei Anderlecht.
Erst Mitte August 2023 schloss er beim Ligakonkurrenten Sporting Charleroi einen Vertrag für die Saison 2023/24 ab. Nachdem er die ersten fünf Ligaspiele nach seiner Verpflichtung sowie bei einem Pokalspiel eingesetzt worden war, fiel er wegen einer Verletzung bis Anfang Dezember 2023 aus. Danach gehörte er nicht mehr zum jeweiligen Spieltagskader.

### Nationalmannschaft
Trebel bestritt zehn Einsätze in der französischen U-21-Nationalmannschaft, in denen er einen Treffer erzielen konnte.

## Trivia
Häufig wurde in der Fachpresse davon berichtet, dass Adrien Trebels Mutter auf Madagaskar geboren ist und er somit für die madagassische Nationalmannschaft spielberechtigt gewesen wäre. Nachdem im April 2020 solche Berichte wieder vermehrt auftauchten, entlarvte die Zeitung La Dernière Heure diese Behauptung kurze Zeit später als Falschinformation.

## Erfolge
FC Nantes
- Aufstieg in die Ligue 1: 2012/13

Standard Lüttich
- Belgischer Pokalsieger: 2015/16

RSC Anderlecht
- Belgischer Meister: 2016/17
- Belgischer Supercupsieger: 2017